# أسماك بحرية

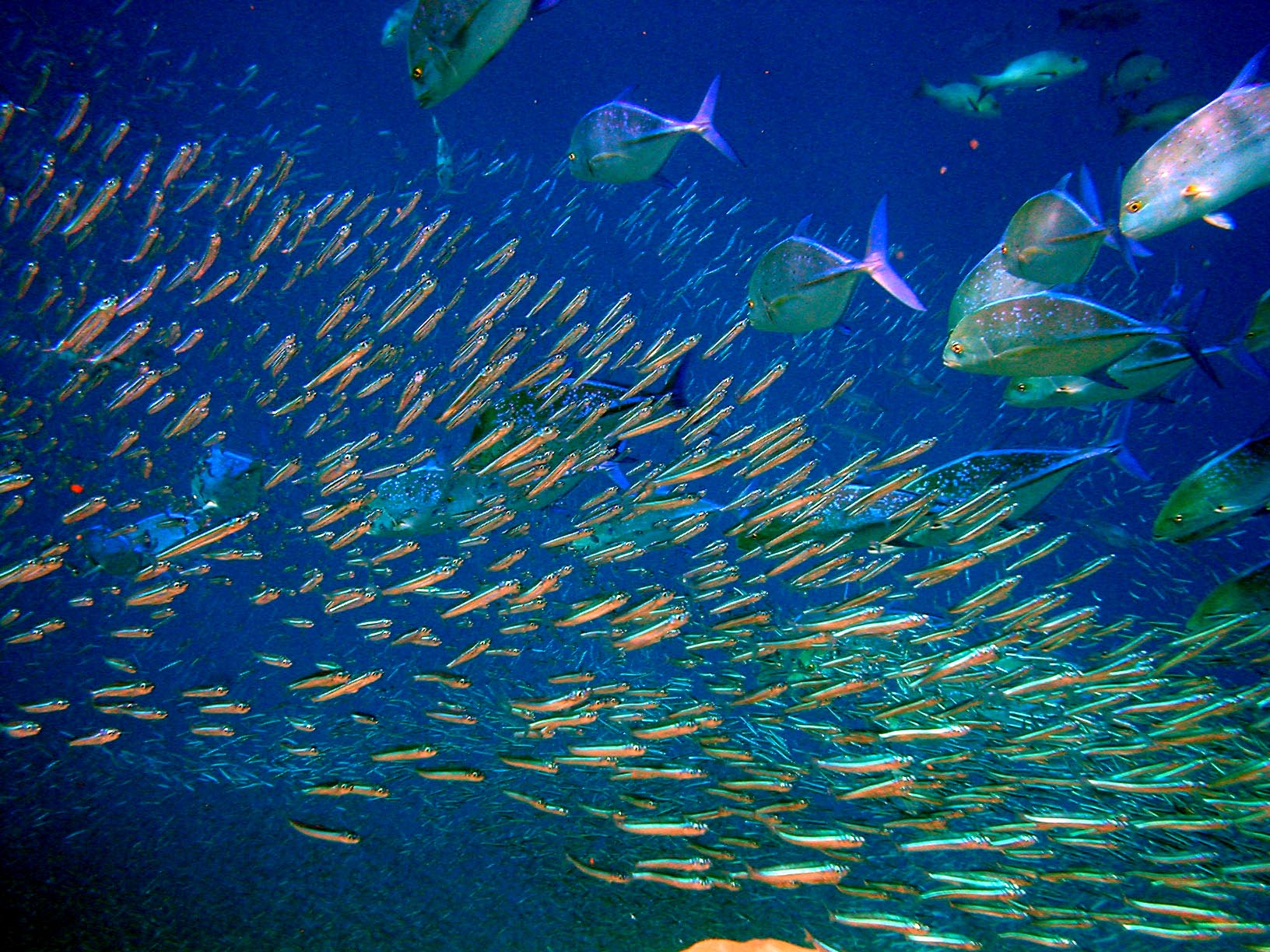
مدرسة من الأسماك المفترسة السطحية الكبيرة (الزعانف الزرقاء تريفالي) تعلم الحصول على الأسماك السطحية الصغيرة كفريسة مثل الأنشوجة

تعيش الأسماك البحرية في المنطقة السطحية من مياه المحيطات والبحيرات كونها ليست قريبة من القاع ولا بالقرب من الشاطئ، على عكس أسماك القاع التي تعيش على القاع أو بالقرب منه، و أسماك الشعاب المرجانية المرتبطة بالشعاب المرجانية.
تعد بيئة السطح البحري أكبر موطن مائي على وجه الأرض، حيث تشغل 1،370 مليون كيلومتر مكعب (330 مليون ميل مكعب)، وهي موطن لـ 11 ٪ من أنواع الأسماك المعروفة. يبلغ متوسط عمق المحيطات 4000 متر. حوالي 98٪ من إجمالي حجم المياه أقل من 100 متر (330 قدمًا)، و 75٪ أقل من 1000 متر (3300 قدم).
يمكن تقسيم أسماك السطح البحرية إلى الأسماك الساحلية السطحية وأسماك السطح المحيطية. تعيش الأسماك الساحلية في المياه الضحلة نسبيًا والمضاءة بنور الشمس فوق الجرف القاري، بينما تعيش أسماك المحيطات في المياه الشاسعة والعميقة خارج الجرف القاري (على الرغم من أنها قد تسبح أيضًا على الشاطئ).
يتراوح حجم الأسماك البحرية من أسماك العلف الساحلية الصغيرة، مثل سمك الرنجة والسردين، إلى الأسماك المفترسة الكبيرة أسماك المحيطات، مثل أسماك التونة ذات الزعانف الزرقاء وأسماك القرش المحيطية. عادة ما يكونون سباحين رشيقين بأجسام مبسطة، وقادرون على الإبحار المستمر في الهجرات لمسافات طويلة. تسبح العديد من أسماك السطح في مدارس تزن مئات الأطنان. والبعض منها منعزل، مثل سمكة شمس المحيط الكبيرة التي تزن أكثر من 500 كيلوغرام، والتي تنجرف أحيانًا بشكل سلبي مع التيارات المحيطية، وتأكل قنديل البحر.